# Leonard Duszeńko
Leonard Tadeusz Duszeńko (ur. 5 listopada 1931 w Ożydowie koło Złoczowa, zm. 10 grudnia 2007 w Krzyżówkach) – polski leśniczy, działacz opozycji antykomunistycznej, współpracownik Ruchu Obrony Praw Człowieka i Obywatela, NSZZ ”Solidarność” i NSZZ ”Solidarność” Rolników Indywidualnych.
Uznany przez aparat bezpieczeństwa PRL za wroga systemu, był w czasie stanu wojennego internowany. Od grudnia 1981 r., do kwietnia 1982 r., przebywał w zakładach odosobnienia w Ostrowie Wielkopolskim, Głogowie i od marca 1982 r., ponownie w Ostrowie Wielkopolskim. Uczestnik głodówek w zakładach w Gorzowie i Ostrowie Wielkopolskim. Członek Stowarzyszenia Upamiętnienia Ofiar Zbrodni Ukraińskich Nacjonalistów i założyciel Kaliskiego Klubu Przyjaciół Kresów Wschodnich.
Został pochowany na cmentarzu parafialnym w Liskowie.